# 3 juillet 1935
Le mercredi 3 juillet 1935 est le 184e jour de l'année 1935.

## Naissances
- Charles Brauer, acteur allemand
- Cheo Feliciano (mort le 17 avril 2014), musicien portoricain
- Harrison Schmitt, géologue, astronaute et ancien sénateur américain
- John Barry (mort le 1er juin 1979), chef décorateur britannique
- John Swan, homme politique britannique des Bermudes
- Michel Dejouhannet, coureur cycliste français
- Narciso Ibáñez Serrador, scénariste et réalisateur uruguayen

## Décès
- André Citroën (né le 5 février 1878), fondateur de l'instrustrie automobile Citroën
- Gaston Moch (né le 6 mars 1859), traducteur, espérantiste, publiciste, polytechnicien et capitaine d'artillerie français
- Michał Bobrzyński (né le 30 septembre 1849), historien polonais